# نادي تنابي
نادي تنابي الرياضي (بالبرتغالية: Tanabi Esporte Clube‏) هي نادي رياضي برازيلي لكرة القدم ، أسست عام 1942م ، وتقع ببلدة تنابي التابع لمدينة ساو باولو البرازيلية.

## انجازاته
دوري باوليستا الدرجة الثالثة : حقق اللقب عام 1956م.

## وصلات خارجية
- Futebol Interior
- Arquivo de Clubes